# L'amico fedele
L'amico fedele (The Friend) è un romanzo della scrittrice statunitense Sigrid Nunez, edito da Riverhead Books nel 2018 negli Stati Uniti e da Garzanti in Italia nel 2019.

## Storia editoriale
Nunez ha citato come fonti di ispirazione il romanzo Notti insonni di Elizabeth Hardwick e un'amica che si era suicidata durante la stesura del libro.
Il romanzo ha ricevuto recensioni prevalentemente positive dalla critica e ha vinto il National Book Award per la narrativa nel 2018. Nel 2024 il New York Times lo ha classificato al sessantaquattresimo posto nella lista dei cento migliori libri del XXI secolo.

## Trama
Un'anonima scrittrice di Manhattan è in lutto per la morte del suo carissimo mentore, che si è suicidato da poco. La vedova le chiede di prendersi cura del suo cane, un gigantesco alano di nome Apollo. Dato che nel suo appartamento gli animali sono vietati, la scrittrice spera di beneficiare da una clausola che prevede che se il padrone di casa non si accorge della presenza di un animale per tre mesi, allora l'affittuario può tenerlo. Il proprietario, tuttavia, se ne accorge.
Con il passare del tempo, la scrittrice si affeziona ad Apollo, al punto da rifiutare di dare via il cane, anche a rischio di essere sfrattata. La scrittrice legge lunghi passaggi delle Lettere a un giovane poeta di Rilke al cane, trovando nella lettura grande conforto, sia per stessa che per Apollo; con il benestare della sua psicologa, decide di adottare l'alano come cane da assistenza. L'artrite di Apollo comincia a peggiorare e la narratrice teme l'inevitabile morte dell'animale, grazie al quale è riuscita a tenere viva la memoria del mentore.

## Adattamento cinematografico
Nel 2024 Scott McGehee e David Siegel hanno scritto e diretto un adattamento cinematografico del romanzo, intitolato L'amico fedele e presentato in anteprima mondiale al Telluride Film Festival. Nel film i protagonisti (ribattezzati Iris e William) sono stati interpretati da Naomi Watts e Bill Murray.

## Edizioni
- L'amico fedele, traduzione di Stefano Beretta, Garzanti, 2019, ISBN 9788811608233.